# Grace (namn)

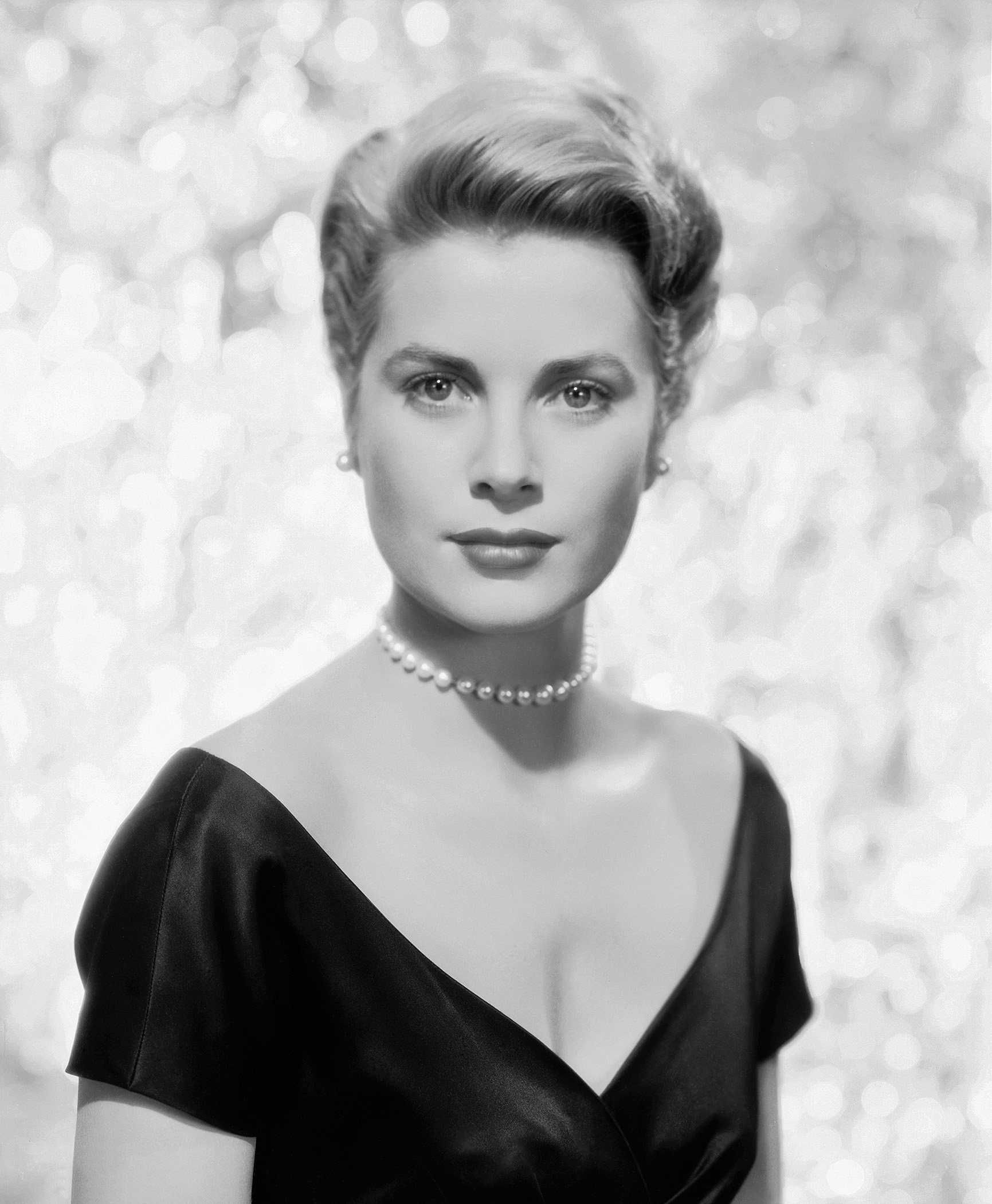
Grace Kelly

Kvinnonamnet Grace är en engelsk form av det latinska namnet Gratia som betyder nåd, behag, ynnest.
Den 31 december 2014 fanns det totalt 1 233 kvinnor folkbokförda i Sverige med namnet Grace, varav 440 bar det som tilltalsnamn.
Namnsdag: saknas

## Personer med namnet Grace
- Grace Coolidge, amerikansk presidentfru, gift med Calvin Coolidge
- Grace Gummer, amerikansk skådespelare
- Grace Hopper, amerikansk dator-pionjär och sjöofficer
- Grace Jackson, jamaicansk friidrottare
- Grace Jones, jamaicansk-amerikansk fotomodell, sångerska och skådespelare
- Grace Kelly, amerikansk skådespelare, furstinna av Monaco, gift med furst Rainier III av Monaco
- Grace Moore, amerikansk skådespelare och sångerska
- Grace Park, amerikansk skådespelare
- Grace Park, sydkoreansk golfspelare
- Grace Slick, amerikansk sångerska i  rockgrupperna Jefferson Airplane och Jefferson Starship
- Grace Upshaw, amerikansk friidrottare
- Grace Lee Whitney, amerikansk skådespelare
- Grace Zabriskie, amerikansk skådespelare